# Dolgoun
Il Dolgoun (in russo Долгоун?) è un fiume della Russia siberiana occidentale, affluente di sinistra del Čet'. Scorre nei rajon Tjažinskij e Mariinskij dell'oblast' di Kemerovo e nel Tegul'detskij rajon dell'oblast' di Tomsk. Appartiene al bacino del Čulym.
La sua sorgente si trova 13 km a nord-est del villaggio di Sandajka, nell'estremo nord del distretto Tjažinskij. Il fiume scorre in direzione settentrionale. Sfocia nel Čet' a 159 km dalla foce, 4,5 km a est del villaggio di Čet'-Kontorka. Ha una lunghezza di 118 km e il suo bacino è di 1 790 km².